# Aghbachlar
Aghbachlar est un village de la région de Tovuz en Azerbaïdjan,.

## Géographie
Le village d'Aghbachlar de la région de Tovuz est situé dans la circonscription administrative du village de Garibli.

## Économie
La principale occupation de la population du village est l'élevage et l'agriculture.

## Population
La population du village est de 951 personnes.

## Culture
Il y a une école,, une bibliothèque et un centre médical dans le village.